# Кіквідзенський район
Кіквідзенський район (рос. Киквидзенский район) — муніципальне утворення у Волгоградській області.
Розташований на території українського історичного та культурного краю Жовтий Клин.